# Tsering Dolma

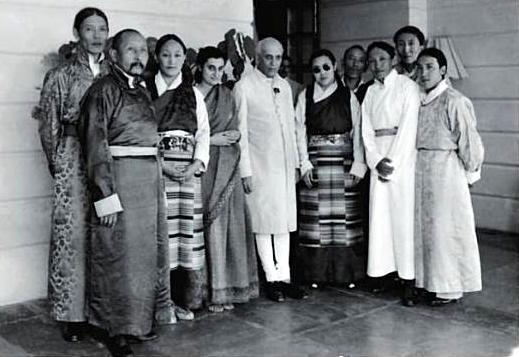
Tsering Dolma (mit dunkler Brille) neben dem indischen Premierminister Nehru und Indira Gandhi (1950)

Tsering Dolma, tibetisch ཚེ་རིང་ལ་མ་; Wylie: tshe ring sgrol ma (geboren 1919 in Taktser; gestorben 21. November 1964 in London) war die Gründerin der Flüchtlingsorganisation Tibetan Children's Villages (Tibetische Kinderdörfer). Sie ist die älteste Schwester des 14. Dalai Lama, Tenzing Gyatso.

## Leben
Tsering Dolma war die älteste Tochter einer Familie von Bauern und Pferdehändlern im Weiler Taktser. Sie unterstützte ihre Mutter bei der Geburt ihres 16 Jahre jüngeren Bruders Tenzing Gyatso wie eine Hebamme.
Sie heiratete 1937 Phunstock Tashi Takla, einen tibetischen Politiker, mit dem sie 1940 nach Lhasa zog. Sie war Teil der tibetischen Delegationen, welche 1950 in Indien Jawaharlal Nehru und 1954 in Peking Mao Zedong und den Nationalen Volkskongress trafen.
Infolge des Tibetaufstands von 1959 floh Tsering Dolma von Tibet nach Indien, zusammen mit ihrem Bruder und anderen prominenten Tibetern mit Unterstützung des CIA Special Activities Center. Im Exil gründete sie die Tibetan Children's Villages, die beim Bau und Betrieb von Flüchtlingslagern für Kinder in Dharamshala halfen. Dort arbeitete sie auch mit internationalen Freiwilligen des Service Civil International und Elizabeth Crook zusammen.
Tsering Dolma hatte einen Sohn und eine Tochter. Sie starb 1964 in England.